# Tridens muticus
Tridens muticus är en gräsart som först beskrevs av John Torrey, och fick sitt nu gällande namn av George Valentine Nash. Tridens muticus ingår i släktet Tridens och familjen gräs. Inga underarter finns listade i Catalogue of Life.